# Modibo Maïga
Modibo Maïga (Bamako, 3 settembre 1987) è un ex calciatore maliano, di ruolo attaccante.

## Carriera

### Club

#### Raja Casablanca
Nato a Bamako, capitale del Mali, Maïga ha iniziato la sua carriera con lo Stade Malien all'età di 15 anni nel 2003], trasferendosi successivamente al club marocchino di Casablanca: il Raja Casablanca dove resta per due anni disputando la Champions League araba e il campionato marocchino.

#### Le Mans
Nel 2007 si trasferisce in Francia per giocare nel Le Mans.Qui ha la possibilità di misurarsi con altri calciatori africani come Gervinho e Stéphane Sessègnon, resta al Le Mans per tre anni, disputando 88 partite e realizzando 15 reti.

#### Sochaux
Nel 2010 si trasferisce al Sochaux, e durante la stagione 2010-11, forma con il compagno di reparto Brown Ideye una coppia d'attacco molto prolifica, capace di mettere a segno 30 goal, 15 dei quali realizzati da Maïga, questo permette alla squadra di raggiungere il 5º posto, e la possibilità di partecipare all'UEFA Europa League 2011-2012.
Il 12 agosto 2011 decide di non scendere in campo con il Sochaux annunciando il suo passaggio al Newcastle, che però non si concretizzerà, così come quello durante il mercato invernale, a causa del mancato superamento delle visite mediche.

#### West Ham
Il 17 giugno 2012 viene acquistato dal West Ham per 6 milioni di € , dopo aver superato le visite mediche firma un contratto quadriennale, con opzione per le due stagioni successive.
Esordisce in Premier League il 18 agosto 2012 nella partita vinta 1-0 contro l'Aston Villa, mentre realizza la sua prima rete il 20 ottobre 2012 nella partita vinta 4-1 contro il Southampton.

#### Prestito al QPR
Il 31 gennaio 2014 passa al Queens Park Rangers con la formula del prestito. Il giorno seguente fa il suo esordio con la nuova maglia, nel pareggio casalingo contro il Burnley (3-3), realizzando il gol del definitivo 3-3.

### Nazionale
Maïga gioca per la nazionale maliana dal 2007 con cui ha disputato due edizione della Coppa d’Africa, nel 2010 e nel 2012, dove raggiunge il 3º posto battendo il Ghana per 2-0 nella finale per il 3º-4º posto. Nel febbraio 2012 mentre si trovava in Gabon ha contratto la malaria, guarendo, successivamente, senza gravi problemi.

## Palmarès

### Club

#### Competizioni nazionali
- Coppa del Marocco: 1

Raja Casablanca: 2005

#### Competizioni internazionali
- Champions League araba: 1

Raja Casablanca: 2006